# لیک کلرادو سیتی (تگزاس)
لیک کلرادو سیتی (به انگلیسی: Lake Colorado City) یک منطقهٔ مسکونی در ایالات متحده آمریکا است که در تگزاس واقع شده‌است. لیک کلرادو سیتی ۵۸۸ نفر جمعیت دارد و ۶۳۴٫۹۱ متر بالاتر از سطح دریا واقع شده‌است.